# Ipomoea trichosperma
Ipomoea trichosperma är en vindeväxtart som beskrevs av Carl Ludwig von Blume. Ipomoea trichosperma ingår i släktet praktvindor, och familjen vindeväxter. Inga underarter finns listade i Catalogue of Life.

## Bildgalleri

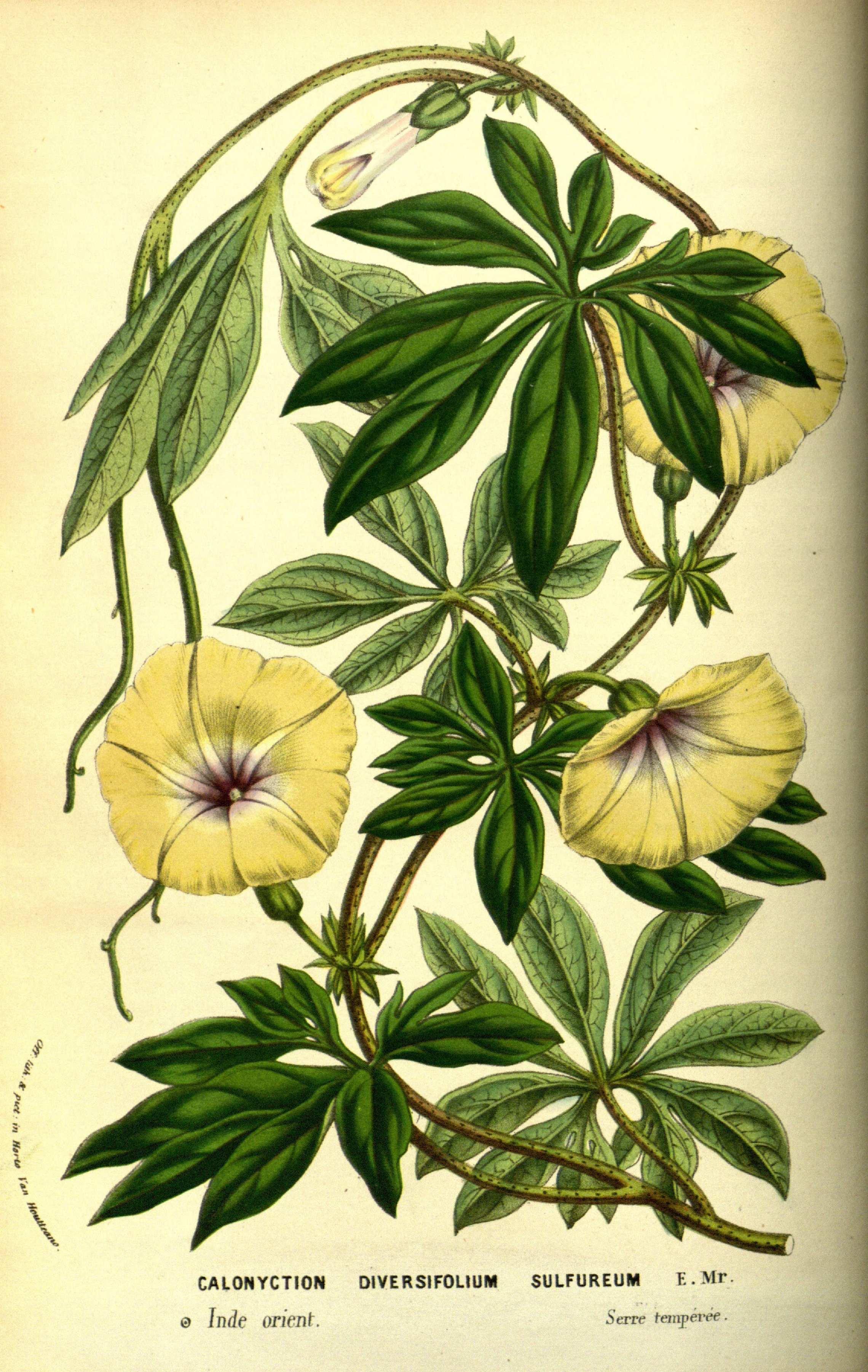